# Ciclisme als Jocs Olímpics d'estiu de 1936
Als Jocs Olímpics d'Estiu de 1936 celebrats a la ciutat de Berlín (Alemanya) es disputaren 6 proves de ciclisme, totes elles en categoria masculina. Aquestes proves, igual que en els anteriors Jocs, es dividiren en dues de ciclisme en ruta, formades per una contrarellotge individual, el temps de la qual fou utilitzada per a decidir el resultat de la contrarellotge per equips, i en quatre proves de ciclisme en pista.

## Nacions participants
Participaren 175 ciclistes de trenta nacions diferents:
| - Alemanya (12) - Austràlia (3) - Àustria (10) - Bèlgica (8) - Brasil (3) - Bulgària (10) - Canadà (6) - Dinamarca (11) - Estats Units (6) - Finlàndia (2) | - França (8) - Hongria (8) - Itàlia (11) - Letònia (4) - Liechtenstein (1) - Luxemburg (4) - Noruega (2) - Nova Zelanda (1) - Països Baixos (11) - Perú (4) | - Polònia (4) - Regne de Iugoslàvia (4) - Regne Unit (11) - República de la Xina (1) - Sud-àfrica (2) - Suècia (5) - Suïssa (11) - Turquia (4) - Txecoslovàquia (4) - Xile (4) |

## Resum de medalles

### Ciclisme en ruta
| Prova                   | Or                                                        | Plata                                                | Bronze                                                           |
| Ruta detalls            | Robert Charpentier                                        | Guy Lapébie                                          | Ernst Nievergelt                                                 |
| Ruta per equips detalls | FrançaRobert Charpentier · Robert Dorgebray · Guy Lapébie | SuïssaEdgar Buchwalder · Ernst Nievergelt · Kurt Ott | BèlgicaAuguste Garrebeek · Armand Putzeys · François Vandermotte |

### Ciclisme en pista
| Prova                             | Or                                                                           | Plata                                                                   | Bronze                                                              |
| Quilòmetre contrarellotge detalls | Arie van Vliet                                                               | Pierre Georget                                                          | Rudolf Karsch                                                       |
| Velocitat individual detalls      | Toni Merkens                                                                 | Arie van Vliet                                                          | Louis Chaillot                                                      |
| Tàndem detalls                    | AlemanyaErnst Ihbe · Carl Lorenz                                             | Països BaixosBernhard Leene · Hendrik Ooms                              | FrançaPierre Georget · Georges Maton                                |
| Persecució per equips detalls     | FrançaRoger-Jean Le Nizerhy · Robert Charpentier · Jean Goujon · Guy Lapébie | ItàliaSeverino Rigoni · Bianco Bianchi · Mario Gentili · Armando Latini | Regne UnitErnest Mills · Harry Hill · Ernest Johnson · Charles King |

## Medaller
| Posició | País          | Or | Argent | Bronze | Total |
| 1       | França        | 3  | 2      | 2      | 7     |
| 2       | Alemanya      | 2  | 0      | 1      | 3     |
| 3       | Països Baixos | 1  | 2      | 0      | 3     |
| 4       | Suïssa        | 0  | 1      | 1      | 2     |
| 5       | Itàlia        | 0  | 1      | 0      | 1     |
| 6       | Bèlgica       | 0  | 0      | 1      | 1     |
| 6       | Regne Unit    | 0  | 0      | 1      | 1     |